# Temporada 1946-47 de la BAA
La temporada 1946-47 de la BAA fou la primera de la història de la Basketball Association of America, que més tard es convertiria en l'actual NBA. La lliga tenia 11 franquícies i jugaren 60 partits cada una. Els Philadelphia Warriors foren els primers campions i van guanyar als Chicago Stags per 4-1.

## Classificacions
| Equip                   | V  | D  | %V   | P  |
| ----------------------- | -- | -- | ---- | -- |
| Washington Capitols     | 49 | 11 | ,817 | -  |
| Philadelphia Warriors C | 35 | 25 | ,583 | 14 |
| New York Knicks         | 33 | 27 | ,550 | 16 |
| Providence Steamrollers | 28 | 32 | ,467 | 21 |
| Toronto Huskies         | 22 | 38 | ,367 | 27 |
| Boston Celtics          | 22 | 38 | ,367 | 27 |

| Team               | W  | L  | PCT, | GB |
| ------------------ | -- | -- | ---- | -- |
| Chicago Stags      | 39 | 21 | ,639 | -  |
| St, Louis Bombers  | 38 | 22 | ,623 | 1  |
| Cleveland Rebels   | 30 | 30 | ,500 | 9  |
| Detroit Falcons    | 20 | 40 | ,333 | 19 |
| Pittsburgh Ironmen | 15 | 45 | ,250 | 24 |

* V: Victòries
* D: Derrotes
* %V: Percentatge de victòries
* P: Diferència de partits respecte al primer lloc
* C: Campió

## Estadístiques
| Categoria                   | Jugador         | Equip                   | Mitjana/% |
| --------------------------- | --------------- | ----------------------- | --------- |
| Punts per partit            | Joe Fulks       | Philadelphia Warriors   | 23,2      |
| Assistències per partit     | Ernie Calverley | Providence Steamrollers | 3,4       |
| Percentatge de tirs de camp | Bob Feerick     | Washington Capitols     | 40,1%     |
| Percentatge de tirs lliures | Fred Scolari    | Washington Capitols     | 81,1%     |

## Premis
- Primer quintet de la temporada
  - Max Zaslofsky, Chicago Stags
  - Bones McKinney, Washington Capitols
  - Joe Fulks, Philadelphia Warriors
  - Stan Miasek, Detroit Falcons
  - Bob Feerick, Washington Capitols

- Segon quintet de la temporada
  - John Logan, St, Louis Bombers
  - Ernie Calverley, Providence Steamrollers
  - Chuck Halbert, Chicago Stags
  - Frank Baumholtz, Cleveland Rebels
  - Fred Scolari, Washington Capitols